# Evelyn Scherber
Evelyn Scherber (* 1971) ist eine deutsche Designerin.

## Leben
Evelyn Scherber studierte Modedesign und Industriedesign mit dem Schwerpunkt Interface Design. Von 2000 bis 2003 war sie als Product Manager, Designer und Flash-Illustrator für die Kinder-CD-Rom Produktionen Milli Metha „Mein Körper“, Lernerfolg Grundschule Englisch, Mathematik und Deutsch (Nintendo DS und DVD), Oskar der Ballonfahrer, Laura Stern für Morgen Studios und Tivola Publishing tätig. Seit 2003 ist Scherber Selbständige Designerin für Kindermedien, Spezialisierung Kindersoftware und Kinderlernsoftware-Entwicklung. Sie schuf Illustrationen für Kinderbücher sowie Online-Portale für Kinder u. a. für wissenmedia / Bertelsmann, Kinderbrockhaus, Terzio, Dutyfarm GmbH und Telekom AG. Scherber lebt in Berlin.

## Schriften
- Von Avatar bis Zavatar. Lexikon des Kinderalltags. Eine Übersetzungshilfe  Thomas Feibel und Evelyn Scherber, Verlag: Walter-Verlag; 2006
- Englisch lernen mit Lingo & Gringo: Englische Songs für kleine Monster Terzio Verlag und Evelyn Scherber, 2009
- Französisch lernen mit Lingo & Gringo: Französische Songs für kleine Monster  Terzio Verlag und Evelyn Scherber, 2010
- Lingo & Gringo ile Almanca ögrenmek / Deutsch-Lern-Songs für türkische Kinder Terzio Verlag und Evelyn Scherber,  2010